# Еждик, Владимир Николаевич
Владимир Николаевич Еждик (1946, Ростов-на-Дону — 1999, Ростов-на-Дону) — российский музыкант, заслуженный деятель искусств РФ, создатель первого в России концертного оркестра духовых инструментов.

## Биография
Родился 22 июля 1946 года в Ростове-на-Дону.
Будучи офицером, Владимир Еждик был начальником оркестра СКВО. В 1991 году, выйдя в отставку, создал первый в России концертный оркестр духовых инструментов «Дон». До этого в России существовали только военные или любительские духовые оркестры.

## Память
- Созданный в Ростове-на-Дону в 1991 году духовой оркестр «Дон» Ростовской областной филармонии с 2000 года носит имя Владимира Николаевича Еждика[2].
- Именем В. Н. Еждика названа Детская школа искусств в Сальске.[3]